# Rúnar Kárason
Rúnar Kárason, né le 24 mai 1988 à Reykjavik, est un handballeur islandais évoluant au poste d'arrière droit.

## Palmarès
- Championnat d'Islande (1) : 2006
- Coupe de l'EHF (1) : 2013